# Anthenea pentagonula
Anthenea pentagonula är en sjöstjärneart som först beskrevs av Jean-Baptiste Lamarck 1816.  Anthenea pentagonula ingår i släktet Anthenea och familjen Oreasteridae. Inga underarter finns listade i Catalogue of Life.